# Suzhou (Jiangsu)
Suzhou (Chinees: 蘇州市 / 苏州市, Hanyu pinyin: Sūzhōu Shì) is een stad in de gelijknamige prefectuur, gelegen aan de Yangtze rivier in het zuiden van de oostelijke provincie Jiangsu in de Volksrepubliek China. 
Bij de volkstelling van 2020 had de stad 5,9 miljoen inwoners. De prefectuur had 12,7 miljoen inwoners. Grootste satellietsteden in de prefectuur zijn Changshu, Kunshan, Taicang en Zhangjiagang. 
De stad ligt in de Yangtze Delta Zone en is onderdeel van de stedenrij Shanghai-Suzhou-Wuxi-Changzhou, met 41,6 miljoen Inwoners de 2e agglomeratie van de wereld.

## De oude stad
Suzhou is een van de oudste steden in de delta van de Yangtze en was eeuwenlang groter dan Shanghai. De stad is in 504 voor Chr. gesticht door Koning Helü van Wu. Hij liet een muur bouwen, waarvan nu nog vier delen bestaan. Binnen de muur werd een stad gebouwd, die naar hem de Great City of Helü werd genoemd, en langs de stadsmuur werd een gracht gegraven. De oude stad heeft een oppervlakte van ruim 14 hectare. Suzhou wordt ook wel eens Wujun of Wuxian genoemd, omdat de stad in het kerngebied van de regio Wu ligt.

### De Eeuwige Brug
De oudste brug over deze gracht, de Eeuwige Brug, heet in het Engels de Bridge Forever, maar in het Chinees De Brug voor 100.000 Jaren. Hij werd tijdens de Tweede Wereldoorlog vernield, en pas in 1999 gerestaureerd, gebruikmakend van de stenen van de oude brug.

### Het water
Aangezien de gracht binnen de muren ligt, is het noodzakelijk het water jaarlijks te verversen. De laatste jaren zijn veel oude huisjes aan de gracht weggehaald om drie parken aan de rand van de oude stad aan te leggen.
De stad wordt omwille van de vele kanaaltjes die in de stad voorkomen, soms ook weleens het 'Venetië van het Oosten' genoemd. Al het vervoer in de oude stad gaat te voet of per boot.

## De nieuwe stad
In Suzhou zijn 500 internationale bedrijven gevestigd, dat is meer dan in Peking en Shanghai. Hierdoor is er ook veel industrie.
De stad staat bekend om haar mooie tuinen, bruggen en gebouwen en wordt daarom door veel toeristen bezocht. Er wordt nog steeds zijde geproduceerd van een zeer goede kwaliteit. Suzhou is daarnaast bekend omwille van de vele klassieke tuinen met sprookjesachtige namen.

### Bezienswaardigheden
- Tuinmuseum van Suzhou
- Tuinen: de Tuin van de Meester van de Netten, de Tuin van de Nederige Beheerder, en de Tempel van de Koude berg;
- Museum van Suzhou;
- Museum van de Keizerlijke Steenoven;
- de Tijgerheuvel, waar Helü begraven ligt;
- het nieuwe entertainment centrum; gasten komen traditiegetrouw per boot naartoe.
- de typische bruggen;
- de (scheve) Huqiu toren;
- Gate of the Orient, de 301 meter hoge wolkenkrabber.

## Bestuurlijke indeling
De stadsprefectuur bestaat uit negen stadsdelen, vijf districten en vier stadsarrondissementen. In onderstaande tabel de bevolkingscijfers van de census van 2010.
| Map | Map                 | Map      | Map              | Map        | Map         | Map      |
| --- | ------------------- | -------- | ---------------- | ---------- | ----------- | -------- |
| Huqiu district Wuzhong district Xiangcheng district Gusu district Wujiang district Changshu stadsarr. Zhangjiagang stadsarr. Kunshan stadsarr. Taicang stadsarr. Suzhou Industrial Park Taihu Yangtze |                     |          |                  |            |             |          |
| Stadsdeel | Bestuursvorm        | Hanzi    | Pinyin           | Inwoners   | Oppervlakte | Inw/km²  |
| Stadscentrum |                     |          |                  |            |             |          |
| Gusu | district            | 姑苏区   | Gūsū Qū          | 954.455    | 372         | 2.565,73 |
| Voorstedelijk |                     |          |                  |            |             |          |
| Huqiu | district            | 虎丘区   | Hǔqiū Qū         | 572.313    | 258         | 2.218,26 |
| Wuzhong | district            | 吴中区   | Wúzhōng Qū       | 1.158.410  | 672         | 1.723,82 |
| Xiangcheng | district            | 相城区   | Xiāngchéng Qū    | 693.576    | 416         | 1.667,25 |
| Wujiang | district            | 吴江区   | Wújiāng Qū       | 1.275.090  | 1.093       | 1.166,59 |
| Satellietsteden |                     |          |                  |            |             |          |
| Changshu | stadsarrondissement | 常熟市   | Chángshú Shì     | 1.510.103  | 1.094       | 1.380,35 |
| Taicang | stadsarrondissement | 太仓市   | Tàicāng Shì      | 712.069    | 620         | 1.148,49 |
| Kunshan | stadsarrondissement | 昆山市   | Kūnshān Shì      | 1.646.318  | 865         | 1.903,25 |
| Zhangjiagang | stadsarrondissement | 张家港市 | Zhāngjiāgǎng Shì | 1.248.414  | 772         | 1.617,11 |
| Totaal | Totaal              | Totaal   | Totaal           | 10.465.994 | 8.488       | 1.233,03 |

## Geboren
- Su Tong (1963), schrijver
- Zhang Jun (1977), badmintonner
- Chen Yanqing (1979), gewichthefster
- Wang Shixian (1990), badmintonster

## Galerij

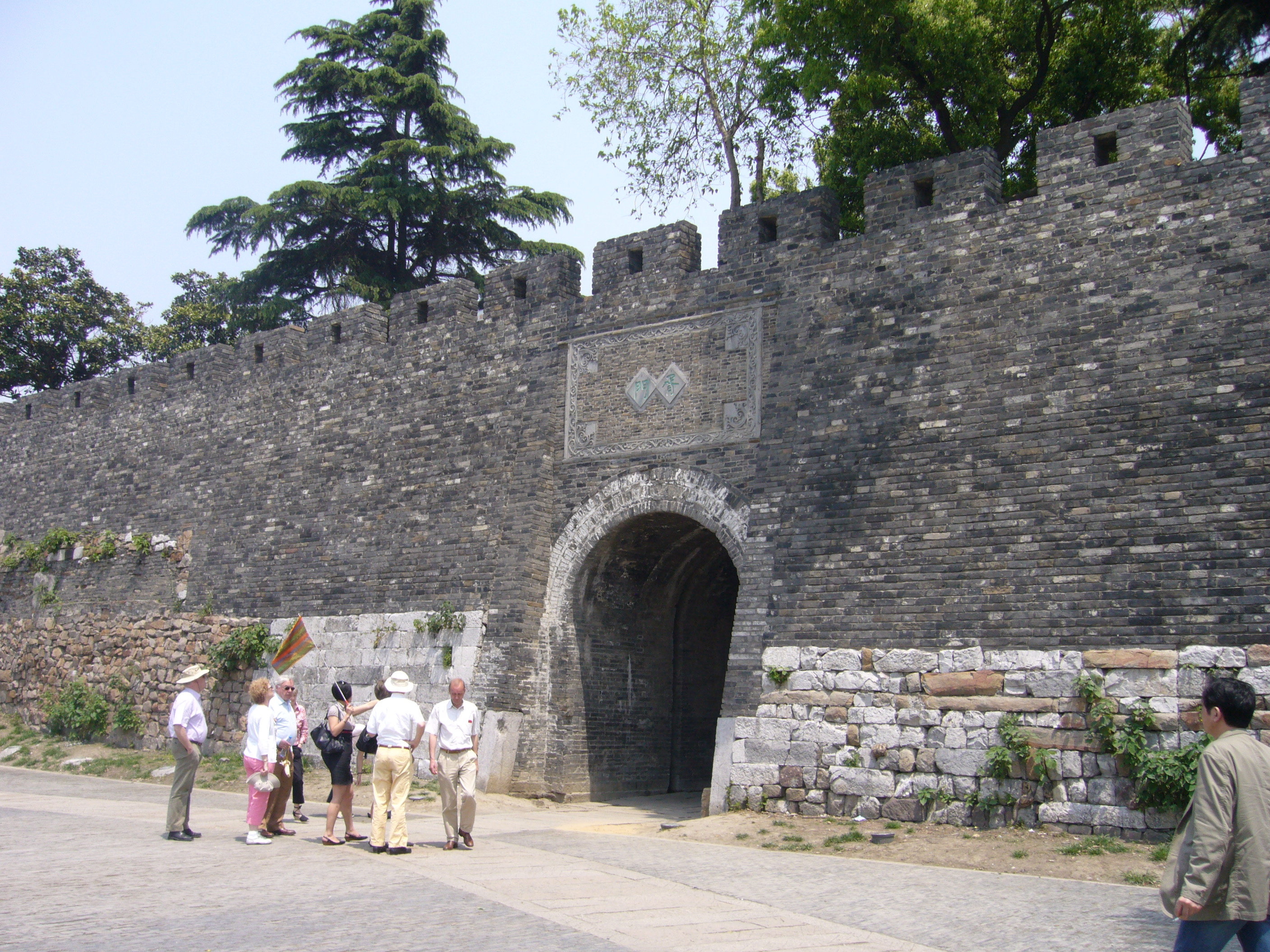
Deel van de oude stadsmuur
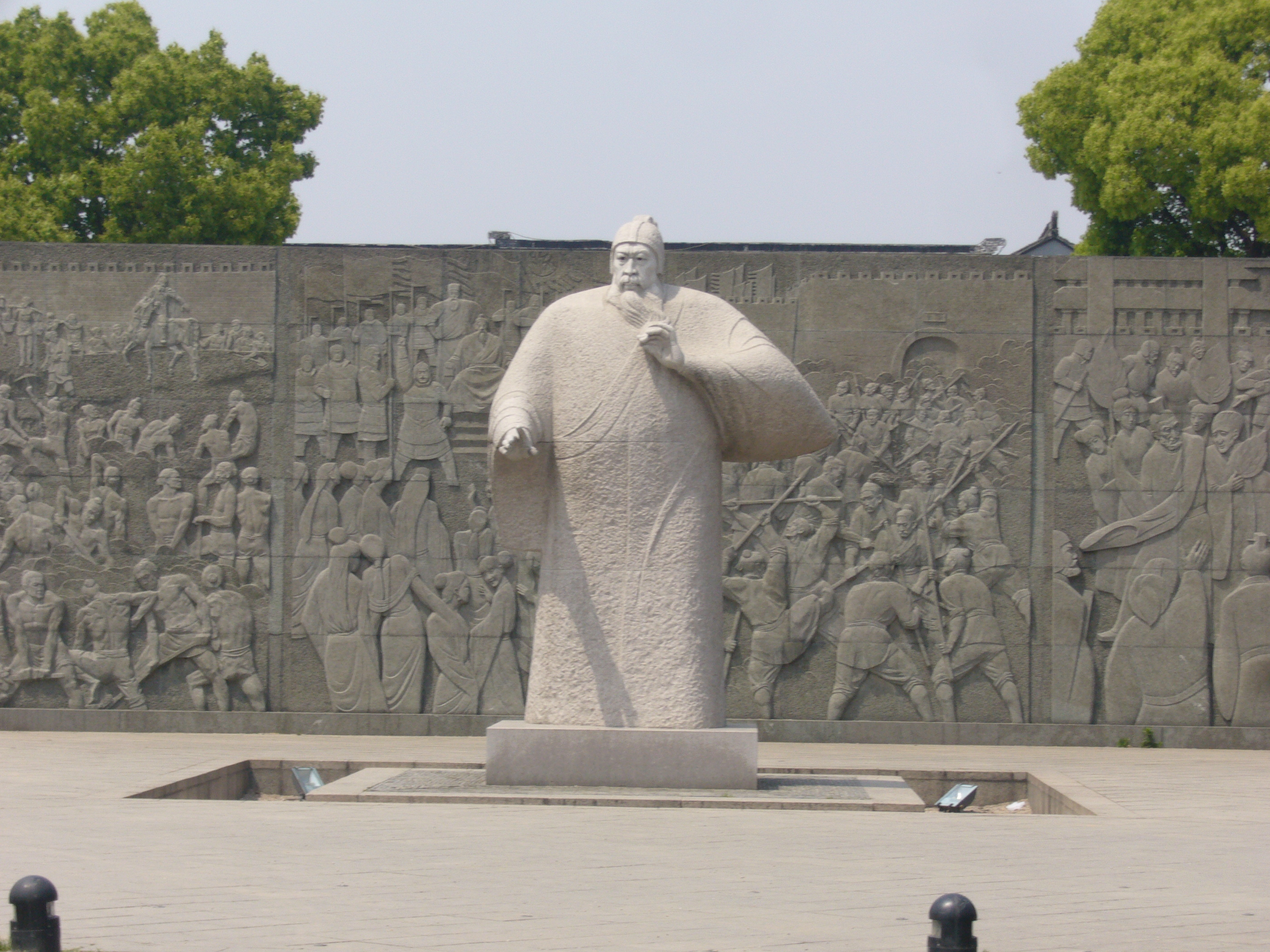
Wu, oprichter van Suzhou
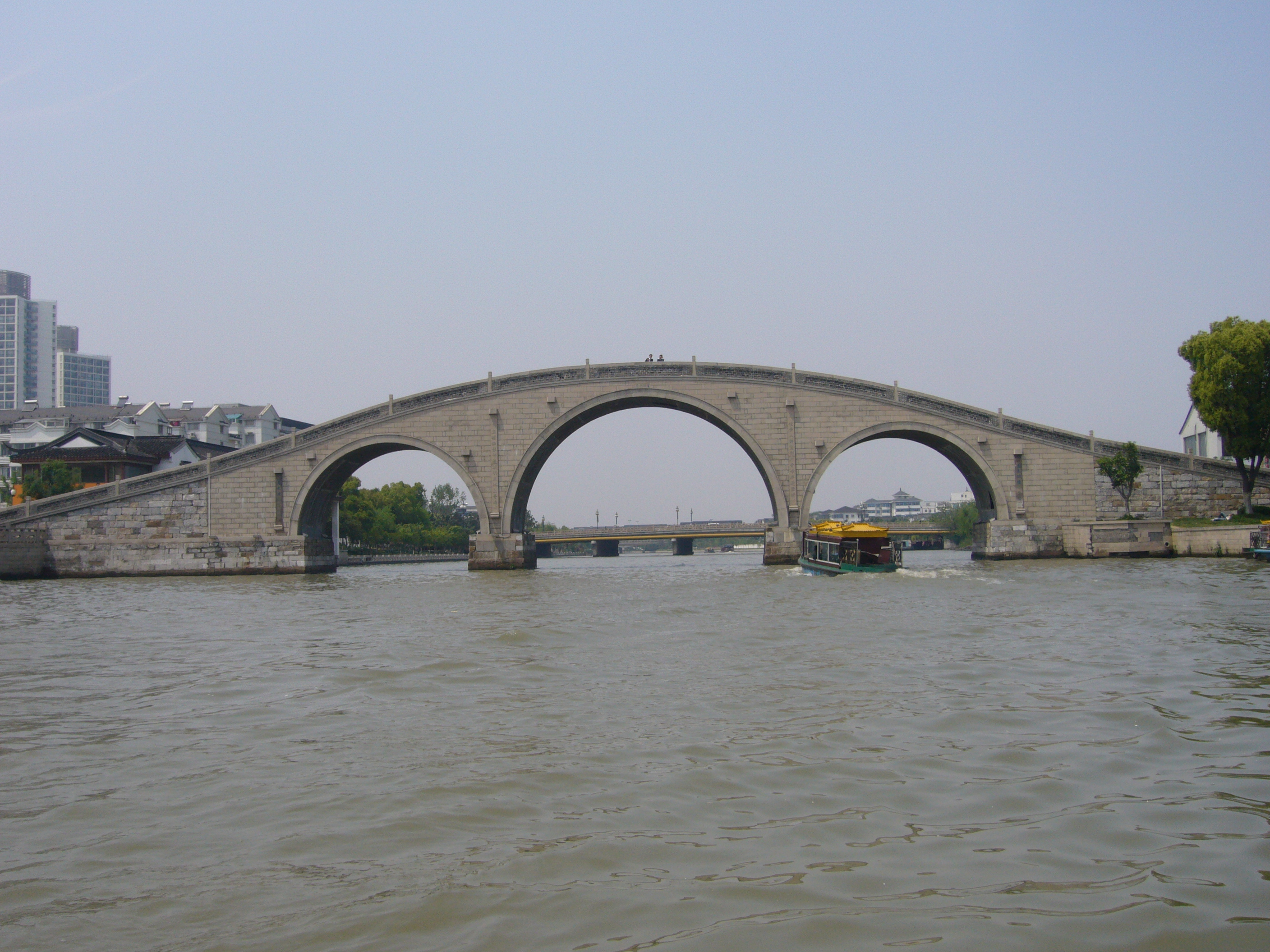
De Eeuwige Brug
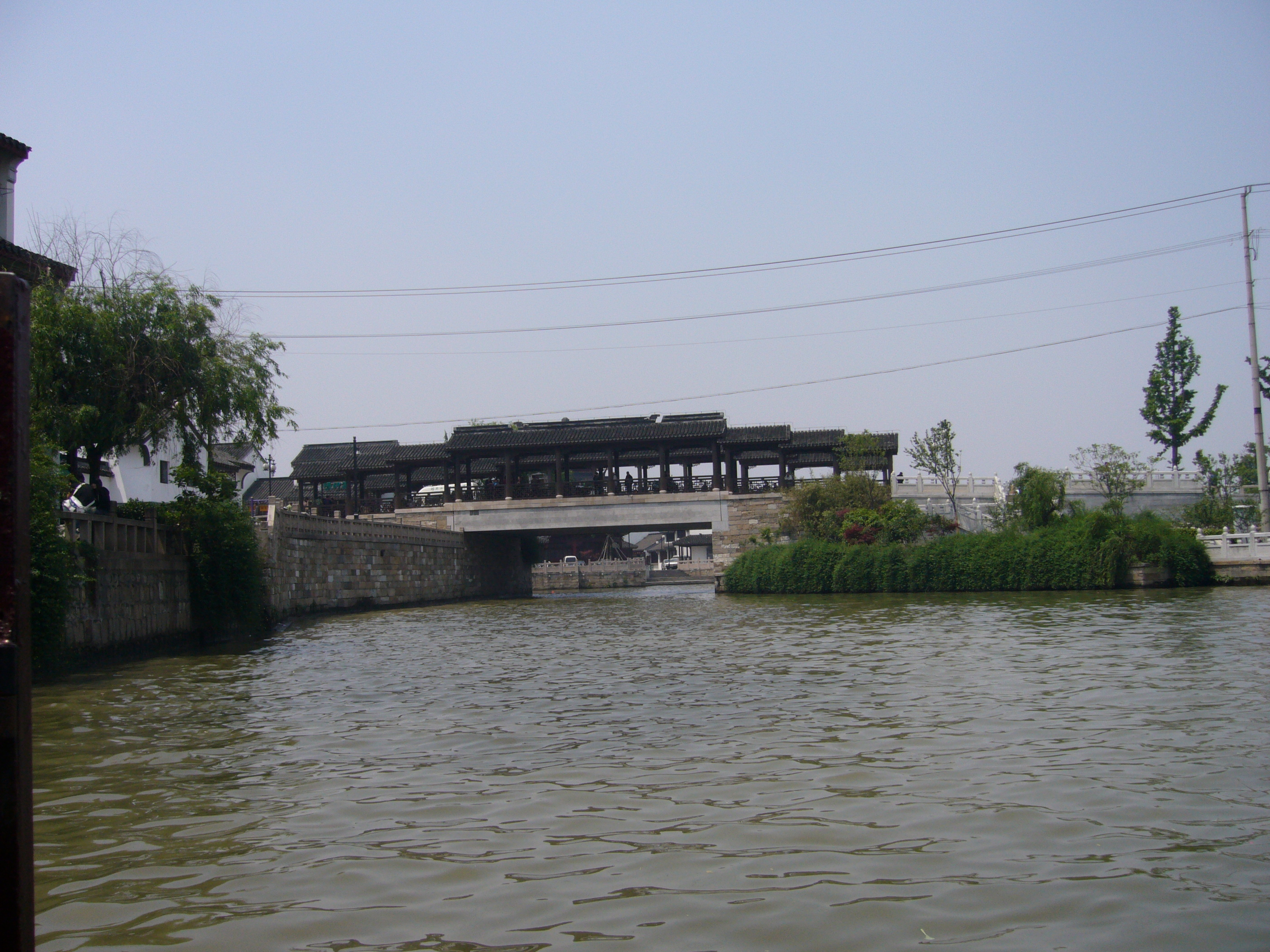
De enige overdekte brug
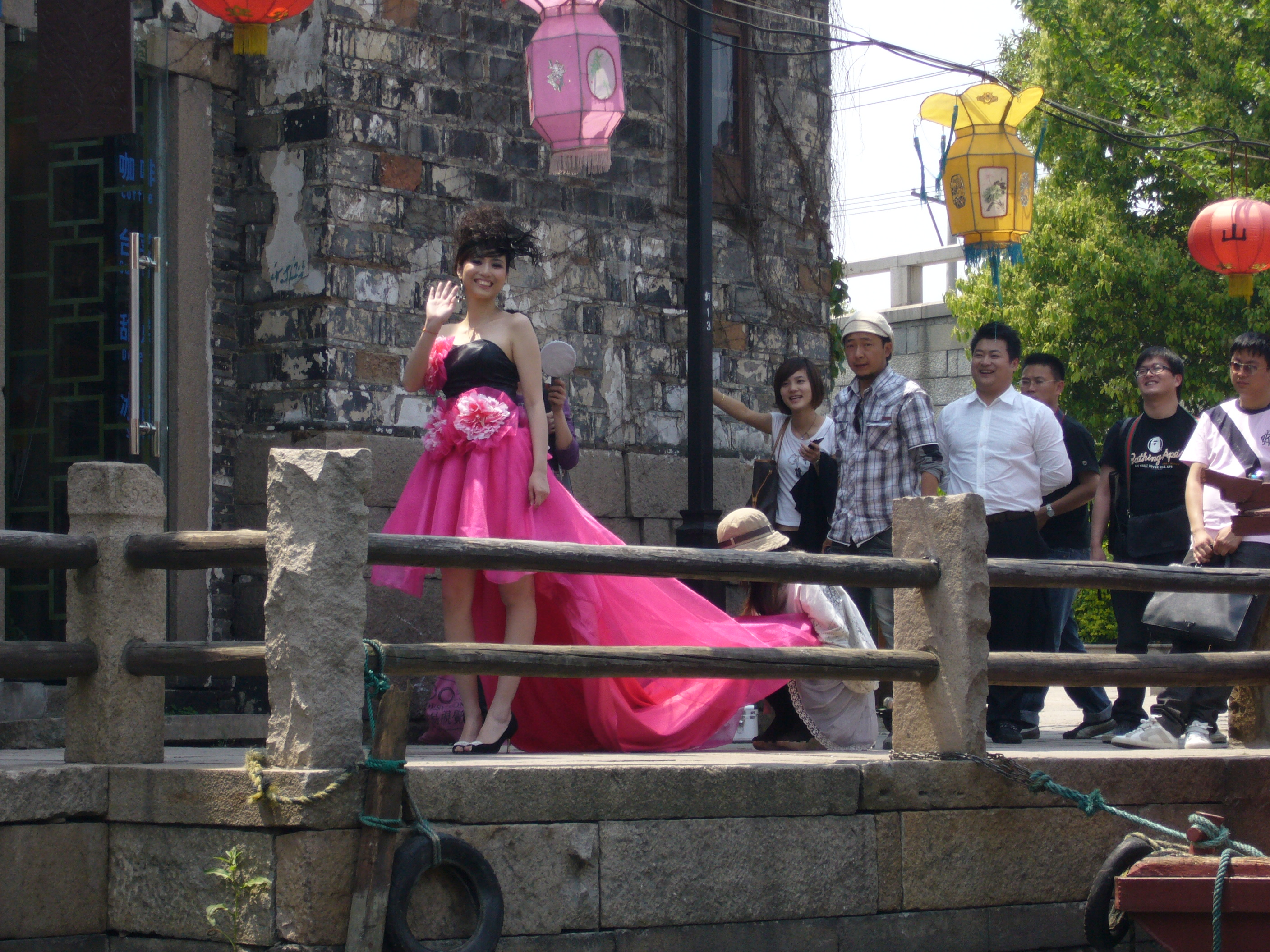
Bruid
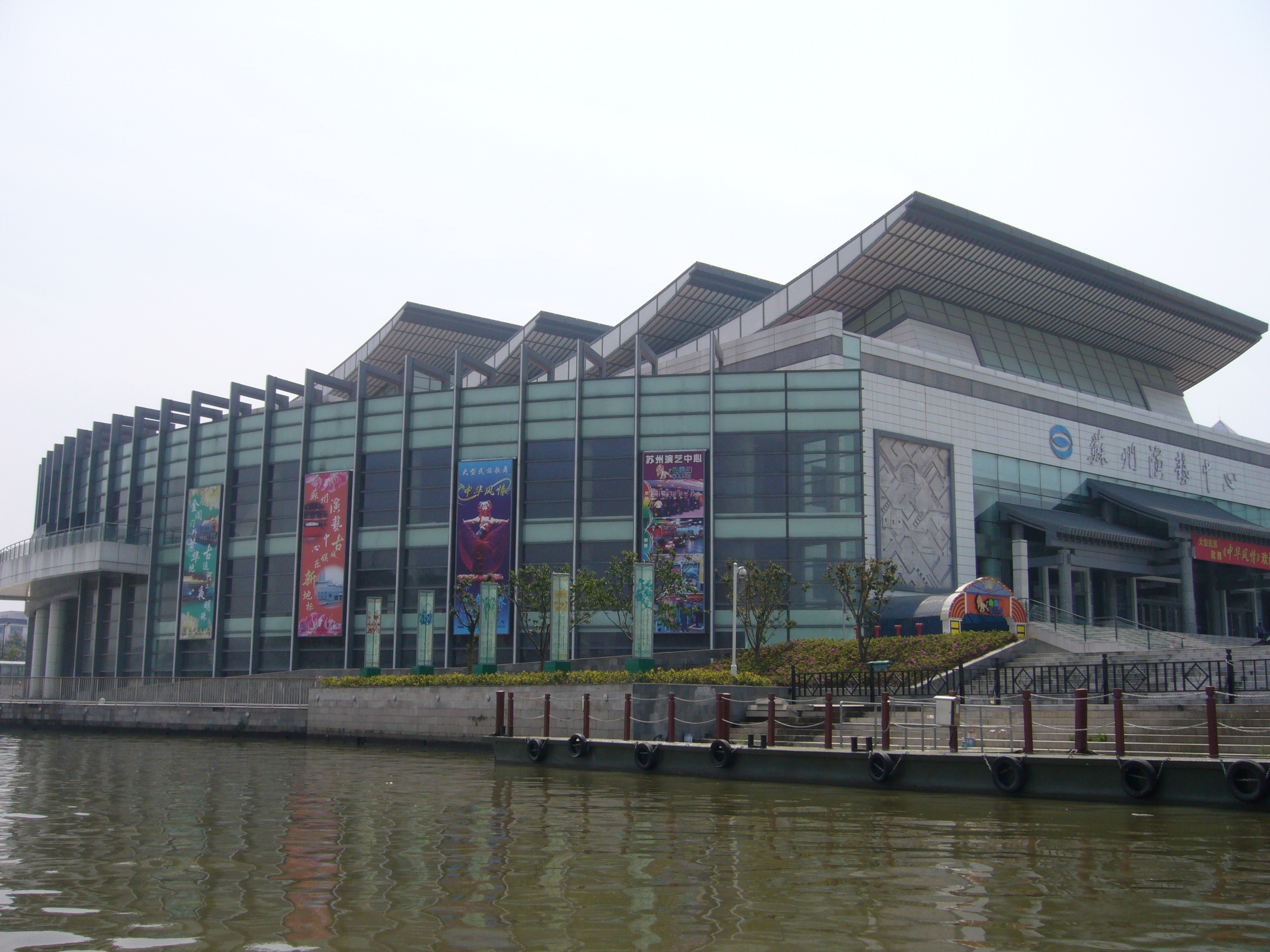
Entertainment centre